# Aristolochia bridgesii
Aristolochia bridgesii (Klotzsch) Duch., es una especie botánica de fanerógama perteneciente a la familia Aristolochiaceae.

## Descripción
Es una planta herbácea rastrera, capaz de cubrir paños de hasta 12 dm de largo. Presenta hojas con forma de riñón, de borde liso. Las hojas muestran una tonalidad verde oscura con manchas verde claro, siguiendo el patrón de sus nervaduras, se distribuye en Chile, desde la RM a la VII.

## Taxonomía
Aristolochia bridgesii fue descrita por (Klotzsch) Duch.  y publicado en Prodromus Systematis Naturalis Regni Vegetabilis 15(1): 463. 1864.
Etimología
Aristolochia: nombre genérico que deriva de las palabras griegas aristos ( άριστος ) = "que es útil" y locheia ( λοχεία ) = "nacimiento", por su antiguo uso como ayuda en los partos.  Sin embargo, según Cicerón, la planta lleva el nombre de un tal "Aristolochos", que a partir de un sueño, había aprendido a utilizarla como un antídoto para las mordeduras de serpiente.

La aristoloquia se llamó ansí por parecer que a las mujeres socorría en el parto........La redonda tiene virtud contra todas las otras ponzoñas; mas la luenga resiste el daño de las serpientes y de cualquier veneno mortífero si se bebe una dracma della con vino y se aplica también por de fuera. Bebida con pimienta y con mirra expele el menstruo, las pares y la criatura del vientre; y lo mismo hace metida en la natura de la mujer. Pedacio Dioscórides Anazarbeo, acerca de la Materia Medicinal y de los venenos mortíferos. Andrés Laguna. 1566, Salamanca.

bridgesii:, epíteto
Sinonimia
- Aristolochia pearcei Phil.
- Howardia bridgesii Klotzsch[5]

## Nombre común
- Español: orejas de zorro, orejas de zorro del norte, orejas de zorro amarilla